# Nhảy bao bố
Nhảy bao bố là một trò chơi cộng đồng đơn giản dành cho nhiều lứa tuổi khác nhau, rất phổ biến trong sinh hoạt cộng đồng thế giới.

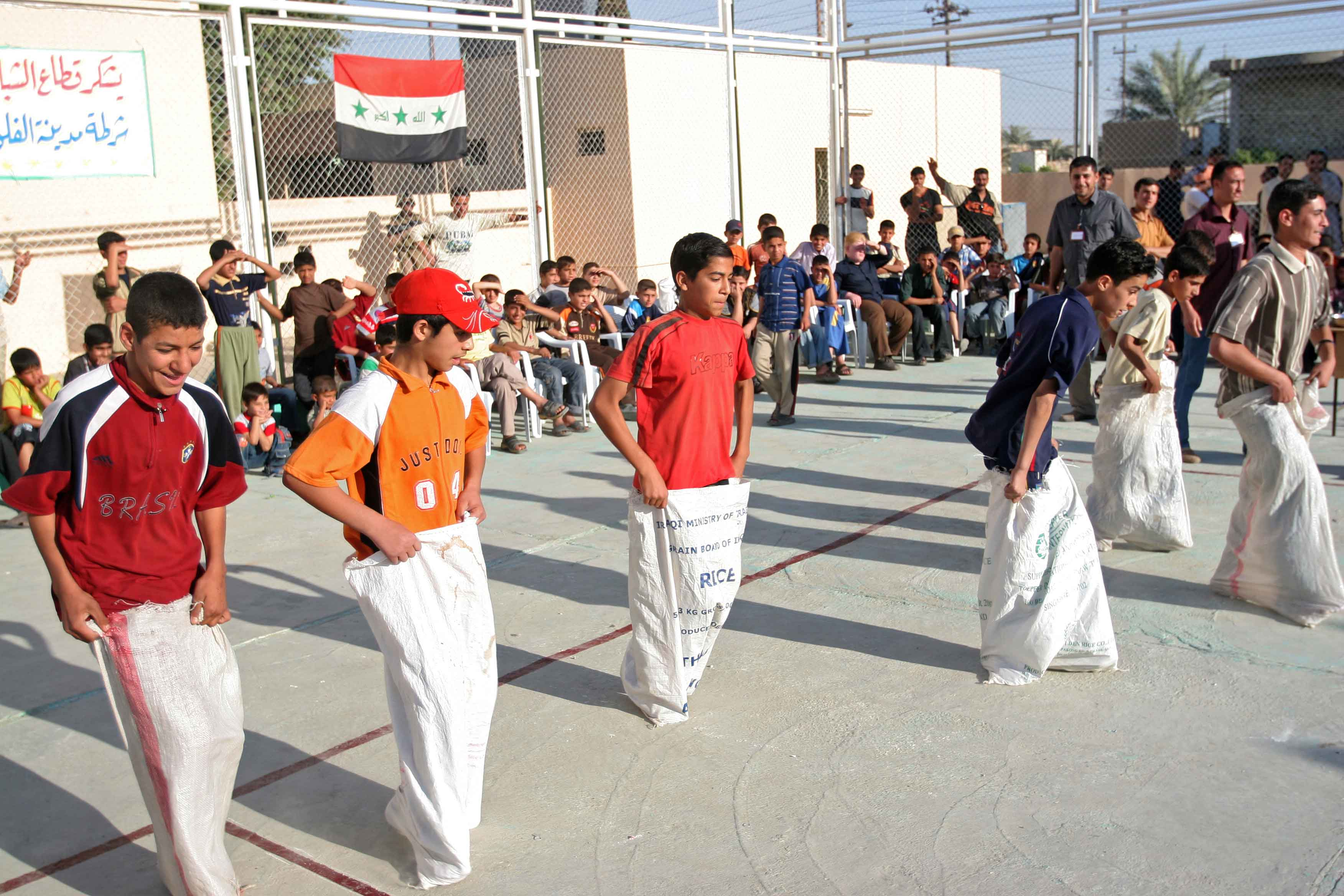
Một nhóm trẻ ở Fallujah, Iraq tham gia cuộc thi nhảy bao bố.

Trước khi chơi, trọng tài điểm số người chơi để chia thành hai đội, mỗi đội có từ 6 đến 7 người, nếu nhiều người cùng chơi thì chia làm ba hay bốn đội có số người bằng nhau. Khi chơi, có bao nhiêu đội tham gia thì kẻ bấy nhiêu hàng dọc và kẻ hai vạch ranh giới ở hai đầu các hàng dọc, cách nhau khoảng 5m, một vạch là mốc xuất phát và một vạch làm điểm quay đầu.
Trước khi chơi, mỗi đội được phát một bao bố loại 1 kg và xếp thành một hàng dọc trước ô hàng của đội hiệu, người tham gia trò chơi đứng đúng vạch quy định. Khi trọng tài thổi tiếng còi thứ nhất, báo hiệu cuộc chơi bắt đầu, những người đứng đầu ở các đội bước vào trong bao bố, hai tay giữ chặt miệng bao. Khi nghe tiếng còi thứ hai, thì bắt đầu nhảy, người chơi phải nhanh chân nhảy từng bước một đến vạch phía trước rồi quay trở lại vạch xuất phát đưa bao cho người thứ hai. Cứ như vậy lần lượt đến người cuối cùng. Việc khó nhất khi nhảy bao bố là phải giữ thăng bằng vì rất dễ bị vấp ngã khi cố sức nhảy nhanh để vượt qua đối thủ. Đội nào về trước thì thắng cuộc.
Trong cuộc chơi, người chơi nào nhảy trước hiệu lệnh xuất phát, nhảy chưa đến vạch điểm quy định mà quay lại, nhảy chưa đến đích đã bỏ bao ra đều phạm luật và bị loại khỏi cuộc chơi.